# Combes de la Jeune Ronce et du Bois de la Mialle
Les combes de la Jeune Ronce et du Bois de la Mialle avec la Combe de Notre-Dame-d'Étang constituent un ensemble de vallées encaissées entre le Mont Afrique et  Notre-Dame-d'Étang, situées sur les communes de Corcelles-les-Monts, Flavignerot, Clémencey, Fixin, Couchey  et Velars-sur-Ouche, dans le département de la Côte-d'Or

## Statut
Le site est classé Zone naturelle d'intérêt écologique, faunistique et floristique de type I, sous le numéro régional no 00020103.

## Description
Ensemble de combes très encaissées avec un dénivelé de 300 m conférant des conditions très particulières à cette forêt de l'Arrière côte de Dijon et de Beaune.
.

## Espèces remarquables

### Flore
Lys martagon, Nivéole, et le lichen de montagne Peltigera variolosa très rare dans le département..